# Лааясало
Лааясало (фін. Laajasalo, швед. Degerö) — група островів та район Гельсінкі, Фінляндія. Населення — 16 486 осіб, площа — 16,55 км².
В 1951-2010 роках на узбережжі району працював нафтоналівний термінал порту Гельсінкі, після закриття та перенесення терміналу на його місці планують побудувати житломасив Круунувуоренранта

## Адміністративний поділ
- Юліскюля
- Йоллас
- Туллісаарі
- Тахвонлахті
- Хевоссалмі

## Галерея

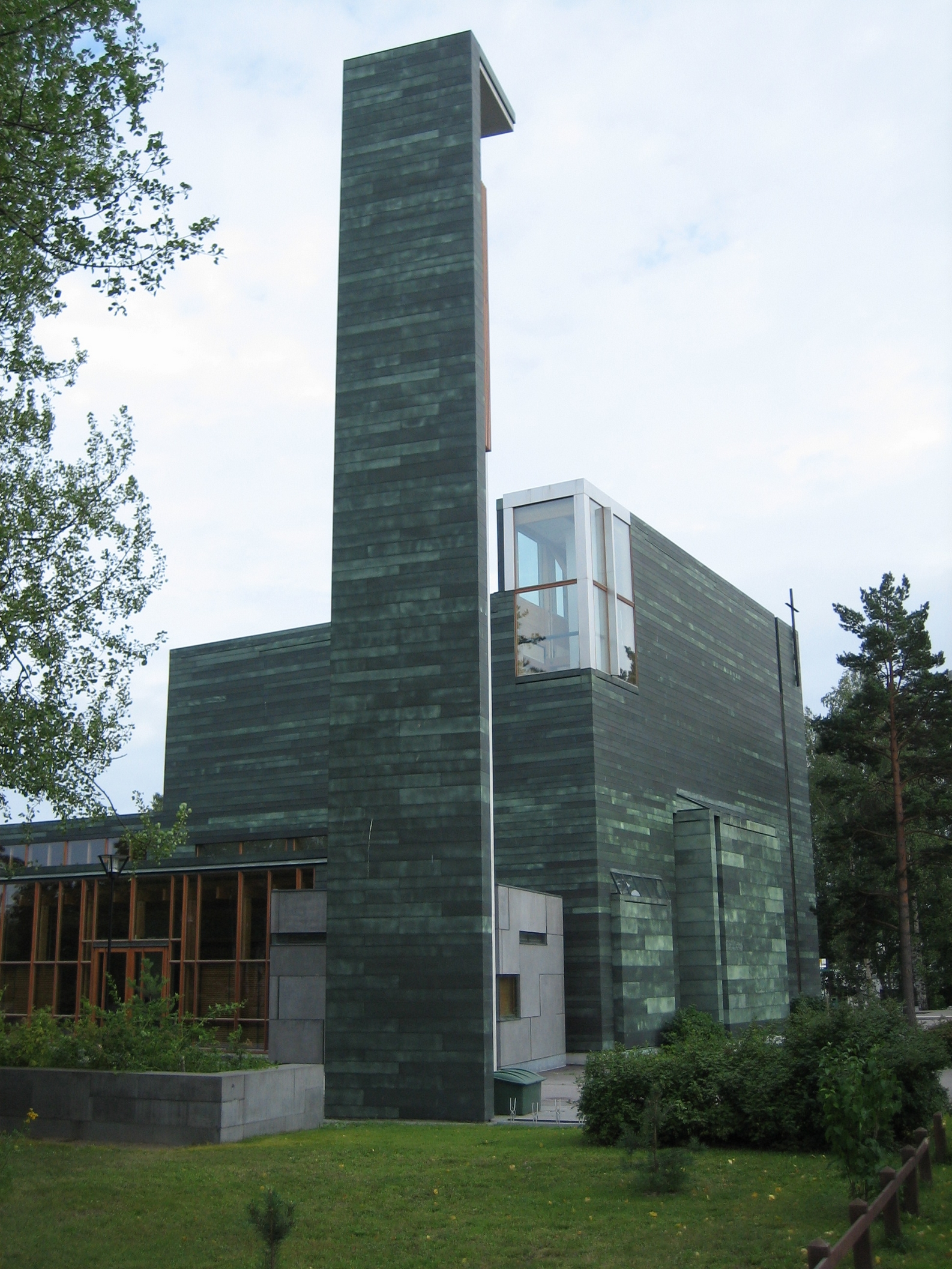
Кірха Лааясало
Лааясало на мапі Гельсінкі